# 高専数学シリーズ
高専数学シリーズ(こうせんすうがくシリーズ)は、高専生のために執筆された数学の大日本図書から発行されている教科書。教科書の図は、KETpicを用いて作図されている。本シリーズの問題集には、過去の大学3年次編入学試験問題が掲載されている。2020年代に入って、すべての改訂版が準備される予定である。

## 書籍一覧

### 教科書
- はじめて学ぶベクトル空間 Introduction to Vector Space ISBN 978-4-47703-049-4
  - 第1章 ベクトル・行列・行列式
  - 第2章 数ベクトル空間
  - 第3章 線型変換と線形写像
  - 第4章 部分空間
  - 第5章 いろいろなベクトル空間
  - 補章 ジョルダン標準形
- 新 基礎数学 改訂版 Fundamental Mathematics ISBN 978-4-477-03315-0
  - 第1章 数と式の計算
  - 第2章 方程式と不等式
  - 第3章 関数とグラフ
  - 第4章 指数関数と対数関数
  - 第5章 三角関数
  - 第6章 図形と式
  - 第7章 場合の数と数列
- 新 線形代数 Linear Algebra ISBN 978-4-47702-641-1
  - 第1章 ベクトル
  - 第2章 行列
  - 第3章 行列式
  - 第4章 行列の応用
- 新 微分積分I Differential AND Integral I ISBN 978-4-47702-642-8
  - 第1章 微分法
  - 第2章 微分法の応用
  - 第3章 積分法
  - 第4章 積分の応用
- 新 微分積分II Differential AND Integral II ISBN 978-4-47702-685-5
  - 第1章 関数の展開
  - 第2章 偏微分
  - 第3章 重積分
  - 第4章 微分方程式
  - 補章 (続)関数の展開
- 新 確率統計 Probability AND Statistics ISBN 978-4-47702-686-2
  - 第1章 確率
  - 第2章 データの整理
  - 第3章 確率分布
  - 第4章 推定と検定
  - 第5章 補章
- 新 応用数学 Applied Mathematics ISBN 978-4-47702-716-6
  - 第1章 ベクトル解析
  - 第2章 ラプラス変換
  - 第3章 フーリエ解析
  - 第4章 複素関数

### 問題集
- 大学編入のための数学問題集 ISBN 978-4-47702-717-3
- 新応用数学問題集 ISBN 978-4-47702-718-0
- 新微分積分II問題集 ISBN 978-4-47702-687-9
- 新微分積分I問題集 ISBN 978-4-47702-644-2
- 新線形代数問題集 ISBN 978-4-47702-643-5
- 新基礎数学問題集改訂版 ISBN 978-4-47703-316-7
- 新確率統計問題集 ISBN 978-4-47702-688-6